# 新四军1944年攻势作战
新四军1944年攻势作战，又被称作华中1944年对日攻势作战，是新四军于1944年在苏北发起的一系列针对日军的攻势战役，以车桥战役为开端至12月结束，先后歼灭日伪军5万余人，收复国土7400余平方公里、光复人口160余万，攻克日伪军据点570处。巩固、发展和扩大了[华中抗日根据地]，为1945年进一步发动新的攻势作战创造了有利条件。

## 过程
1944年1月1日，中共中央北方局发出《关于1944年的方针》。八路军、新四军对日伪军相继发起春季攻势。华南各游击队向日伪军出击，巩固和扩大抗日根据地。3月5日，新四军第1师在淮安东南取得车桥战役的胜利。3月21日，新四军第4师对日伪军发动军政攻势。4月下旬，新四军第3师连续发起高沟、杨口、阜宁战役，使苏北和苏中、淮南、淮北解放区联成一片。
1944年春夏之交，黄克诚在组织发起淮海区高、杨战役的同时，又指挥第三师在盐阜区进行了陈家港、和顺昌、合德等一系列攻坚作战。8月15日，新四军第4师主力及地方武装一部，进军豫皖苏边地区展开攻势作战。12月27日，粟裕率新四军第1师渡江南下，开辟苏浙皖边抗日根据地。

### 引用
1. ↑  . 八路军太行纪念馆. 2010-03-17  [2018-02-23]. （原始内容存档于2018-02-24）.
2. ↑  . 中青网.   [2018-02-23]. （原始内容存档于2018-02-24）.
3. ↑  刘干才; 李奎. . . 团结出版社. 2005-09. ISBN 9787512635319.
4. ↑  . 中国共产党新闻网. 2015-04-29  [2018-02-23]. （原始内容存档于2020-02-03）.